# Elizabethtown (Caroline du Nord)
Pour les articles homonymes, voir Elizabethtown.
La ville d’Elizabethtown est le siège du comté de Bladen, situé en Caroline du Nord, aux États-Unis. Sa population s’élevait à 3 698 habitants lors du recensement de 2010, estimée à 3 544 habitants en 2016, dont une majorité d'Afro-Américains.

## Démographie
| Groupe            | Elizabethtown | Caroline du Nord | États-Unis |
| ----------------- | ------------- | ---------------- | ---------- |
| Afro-Américains   | 51,0          | 21,5             | 12,6       |
| Blancs            | 43,7          | 68,5             | 72,4       |
| Autres            | 2,5           | 4,4              | 6,4        |
| Métis             | 1,6           | 2,2              | 2,9        |
| Asiatiques        | 0,7           | 2,2              | 4,8        |
| Amérindiens       | 0,5           | 1,3              | 0,9        |
| Total             | 100           | 100              | 100        |
|                   |               |                  |            |
| Latino-Américains | 4,1           | 8,4              | 16,7       |

Selon l'American Community Survey, pour la période 2011-2015, 98,38 % de la population âgée de plus de 5 ans déclare parler anglais à la maison alors que 2,89 % déclare parler l'espagnol, 1,30 % le français et 0,44 % une autre langue.
| 1870 | 1880 | 1900 | 1910 | 1920 | 1930 |
| ---- | ---- | ---- | ---- | ---- | ---- |
| 62   | 212  | 144  | 117  | 335  | 765  |

| 1940  | 1950  | 1960  | 1970  | 1980  | 1990  |
| ----- | ----- | ----- | ----- | ----- | ----- |
| 1 123 | 1 611 | 1 625 | 1 418 | 3 551 | 3 704 |

| 2000  | 2010  | - | - | - | - |
| ----- | ----- | - | - | - | - |
| 3 698 | 3 583 | - | - | - | - |